# Rainer Kresken
| 225254 Flury           | 10 settembre 2009 |
| 228135 Sodnik          | 13 settembre 2009 |
| 228136 Billary         | 13 settembre 2009 |
| 251621 Lüthen          | 10 settembre 2009 |
| 264045 Heinerklinkrad  | 13 settembre 2009 |
| 266725 Vonputtkamer    | 13 settembre 2009 |
| 274856 Rosendosalvado  | 13 settembre 2009 |
| 274860 Emilylakdawalla | 13 settembre 2009 |
| 281772 Matttaylor      | 13 settembre 2009 |
| 321453 Alexmarieann    | 10 settembre 2009 |
| 379173 Gamaovalia      | 10 settembre 2009 |
| 429084 Dietrichrex     | 13 settembre 2009 |
| 481993 Melaniezander   | 13 settembre 2009 |

Reiner Kresken (...) è un astronomo amatoriale tedesco di professione ingegnere aeronautico.

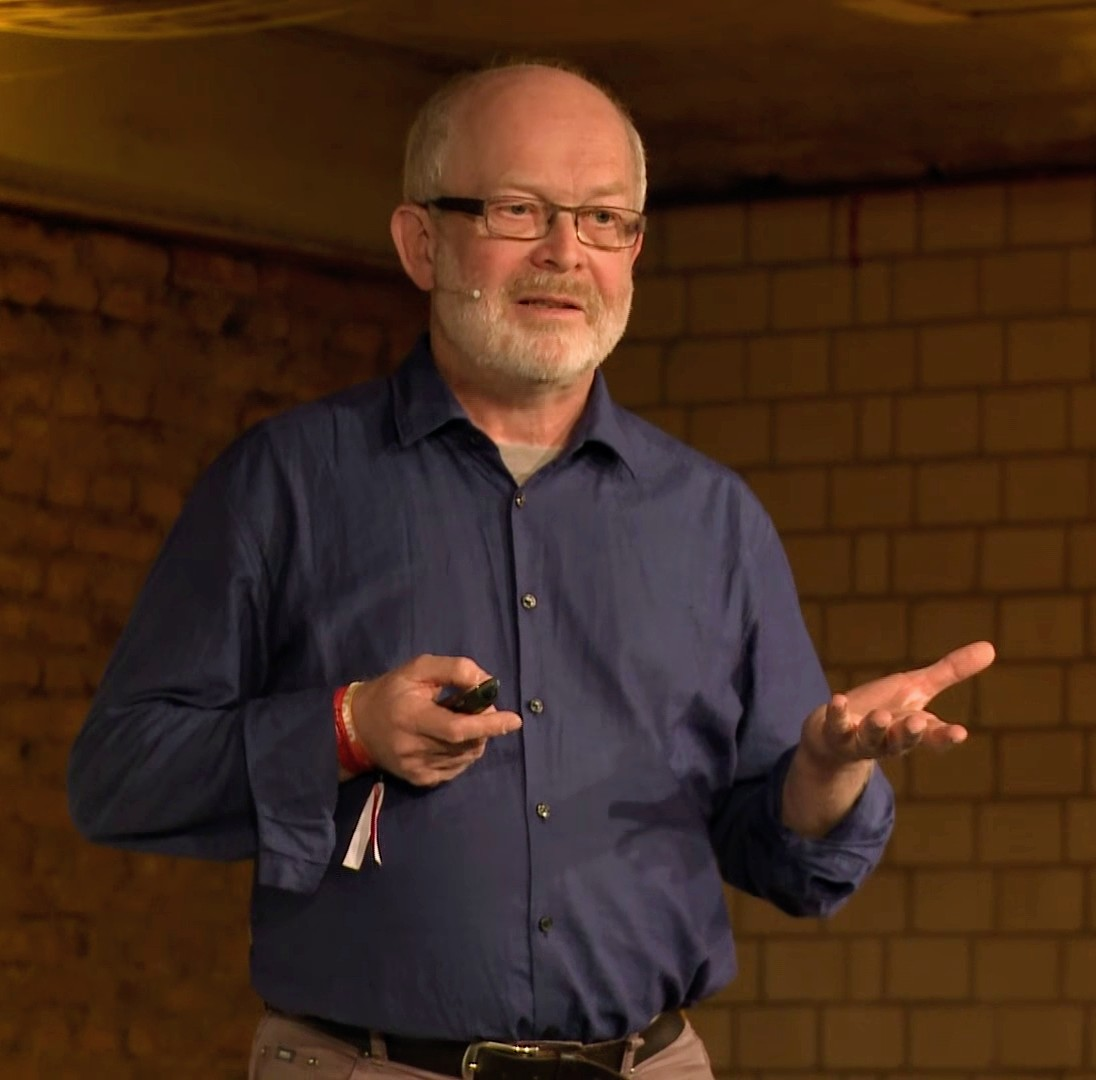
Rainer Kresken, 2017

Il Minor Planet Center gli accredita la scoperta di dodici asteroidi, effettuate tutte nel 2009 in collaborazione con Matthias Busch.